# Les Étilleux
Les Étilleux település Franciaországban, Eure-et-Loir megyében. Lakosainak száma 194 fő (2022. január 1.). Les Étilleux Souancé-au-Perche, Ceton és Val-au-Perche községekkel határos.

## Népesség
A település népességének változása:
| Lakosok száma | 233  | 168  | 184  | 188  | 233  | 225  | 221  | 212  | 206  | 194  |
|               | 1968 | 1982 | 1990 | 2006 | 2013 | 2015 | 2017 | 2019 | 2020 | 2022 |